# مجوز دسترسی کاربر
علاوه بر خرید مجوز برای فعال کردن ویندوز سرور ۲۰۰۳ ما باید مجوزهایی نیز بخریم تا رایانه‌های کاربران (Clients) بتوانند به سرور ۲۰۰۳ وصل شوند و بتون برای نمونه از پوشه‌های به اشتراک گذاشته شده در سرور مقصد استفاده کنند.
به این گونه مجوزها «مجوز دسترسی کاربر» گفته می‌شود یا همان CAL.
CAL به دو گونه دسته‌بندی می‌گردد:
۱. Per server licensing mode
Per user/device licensing mode .۲
برای نمونه زمانی که ما ۱۰۰ تا مجوز می‌خریم و از آن‌ها به گونهٔ Per server استفاده می‌نماییم تنها یک سرور ما هست که می‌تونه پذیرندهٔ ۱۰۰ تا ارتباط به صورت همزمان از رایانه‌های دیگه باشه… بیشتر از این حالت برای زمانی استفاده می‌شود که ما تنها دارای یک سرور ۲۰۰۳ هستیم.
از حالت Per user/device در زمانی استفاده می‌کنیم که ما دارای چند تا سرور هستیم… زیرا سود این کار این هست که ما می‌توانیم از پشت یک کامپیوتر که دارای مجوز از نوع per user هست به تمام سرورها دسترسی داشته باشیم.
License server چه می‌باشد؟
به سروی گفته می‌شود که مسعولیت نگاه داشتن Licenseها را دارد.
وقتی که یک کاربر متصل به یک سرور ۲۰۰۳ می‌شود ویندوز سرور با استفاده از سرویسی به نام License logging service مجوز کاربر را ارزیابی می‌کند… در ضمن این سرویس هر ۲۴ ساعت یک بار با License server ارتباط برقرار می‌کند.